# Ferdinand Huycklaan 2
Ferdinand Huycklaan 2 is een gemeentelijk monument in Soest in de provincie Utrecht.
De langhuisboerderij is waarschijnlijk in de tweede helft van de 18de eeuw gebouwd.
In 1943 is de hele rechterzijgevel vernieuwd door de Soester architect Chr. Hyland. In 1962 werd de boerderij tot woonruimte verbouwd.
De nok van het rieten zadeldak staat haaks op de weg. Links naast de voordeur in de asymmetrische gevel is en opkamervenster. In de achtergevel is een glasplaat gekomen op de plaats van de vroegere baander.
In de kelder met tongewelf zijn bruine estrikken en pekelbakken bewaard gebleven.